# János skót király
John Balliol, magyarosan Balliol János (1249 körül – 1314. november 25.) skót király 1292-től 1296-ig.
John Baliol (†1269) skót nemes (édesanyja ágán a dinasztia rokona) fia. III. Sándor skót király halála után 1286-ban trónkövetelőként lépett föl, de Robert Bruce és 10 más trónkövetelő elvitatták tőle a koronát. Az angol király, I. Eduárd viszont támogatta János igényét, és segítségével János Skócia királya is lett. János Eduárdnak hűbéri esküt tett, de néhány év múlva függetlennek nyilvánította magát, és a francia királlyal szövetkezett. Háború tört ki az angolokkal. János vereséget szenvedett a Dunbar melletti csatában 1296-ban, majd fiával együtt foglyul esett. Londonba vitték, és a Towerbe zárták, azonban VIII. Bonifác pápa közbenjárására kiszabadult. Franciaországba ment, és ott halt meg.